# Speltjärnarna (Torps socken, Medelpad, 694701-152203)
Speltjärnarna är en sjö i Ånge kommun i Medelpad och ingår i Ljungans huvudavrinningsområde. Sjöns area är 0,021 kvadratkilometer och den befinner sig 347 meter över havet.